# Röllbach
Röllbach er en kommune i Landkreis Miltenberg i Regierungsbezirk Unterfranken i den tyske delstat Bayern. Den er en del af Verwaltungsgemeinschaft Mönchberg.

## Geografi
Kommunen ligger i Spessart, i Mainviereck mellem Klingenberg, Mönchberg og Großheubach.